# Svenska kyrkan i Bangkok
Svenska kyrkan i Bangkok är en av Svenska kyrkans utlandsförsamlingar. 

## Administrativ historik
Församlingen bildades 1993. 

## Kyrkoherdar
| Ämbetstid | Namn           | Levnadstid | Övrigt |
| --------- | -------------- | ---------- | ------ |
| 2013–2016 | Lars Ryderstad | 1951–      | [ 1 ]  |

### Diakoner
| Ämbetstid | Namn              | Levnadstid | Övrigt |
| --------- | ----------------- | ---------- | ------ |
| 2014–2016 | Björn Wennerström | 1964–      | [ 1 ]  |
| 2014–2016 | Maria Wennerström | 1966–      | [ 1 ]  |

### Fotnoter
1. 1 2 3   Matrikel 2016: Svenska kyrkan (69:a utgåvan). Stockholm: Verbum. 2016. sid. 418. ISBN 978-91-5263615-2